# Velemerics vára
Velemerics vára (horvátul: Stari grad Velemerić) egy középkori várhely Horvátországban, Károlyváros megyében, a Barilovićhoz tartozó Gornji Velemerić területén.

## Fekvése
A vár a középkori Belaj és Budački várai közelében valahol félúton, a Korana bal partján, nem messze a folyónak attól a nagy kanyarjától, amelyet ez a folyó Barilović és Ladvenjak között ír le. Legvalószínűbb helye az a lapos tetejű domb, amely a Martinšćak-hegy déli lejtőjének lábánál található. Martinšćak tetején található a Szent Márton-templom, amelyről a domb kapta a nevét. Ez a templom kisebb-nagyobb károkkal, amelyeket részleges felújítások követtek, túlélte a háborúkat és a természeti katasztrófákat a középkortól egészen 1937-ig, amikor egy új templom váltotta fel ugyanazon a helyen és ugyanazzal az alaprajzzal, de eltérő stílusjegyekkel.
Filip Škiljan történész a vár lehetséges elhelyezkedéséről ezt mondja: „A kérdés csak az, hogy a burg helyének emléke miért nem maradt meg a mai napig a helyi hagyományban. Nagyon valószínű, hogy a burg helyén egy későbbi időszakban egy másik épületet emeltek, így az előző épület emléke eltűnt. A várat Donji Velemerićtől délre kell keresni.”

## Története
Velemerics várának története, építésének pontos helye és ideje, birtokosai, sőt megjelenése is tele van megerősítetlen feltételezésekkel és titkokkal, amelyek valószínűleg örökké rejtve maradnak, hacsak nem végeznek itt régészeti kutatásokat.
A középkorban, a török háborúkig, a Korana bal és jobb partján a mai Ladvenjak és Vukmanić közötti tágabb területet Goricának hívták. A zágrábi egyházmegye plébániáinak 1344-es listája megemlíti a Szent Márton templomot, amely megfelel a mai Martinšćak tetején álló templomnak, a Szent György plébániatemplomot, amely a mai Velemerić területén, vagy a plébánia más részein volt. A templomok 1501-ből származó listáján a Boldogságos Szűz templomát említik Velemerićen, de nem tudni, hol volt és mi lett a sorsa.
A várat feltételezések szerint a török támadások elleni védelem céljából építette a környékbeli nemesség. Romos állapotáról tanúskodik Martin Stier császári hadmérnök 1660 körül írt feljegyzésében, mely szerint a vár „részben megmaradt, részben pedig csak egy halom kő”. Stier ekkor még javasolta Velemerics várának újjáépítését helyzetének stratégiai és védelmi jelentősége miatt. Az akkori határőrök gyakrabban a Velemerić faluban és környékén lévő térség több őrhelyén, ritkábban a romos várban állomásoztak, amelyet csak kissé javítottak meg. Stier meg is rajzolta Velemerics várának egyetlen ismert rajzát. A leromlott állapotban fennmaradt rajz szerint Velemerics belső várát külső kör alakú védőfal védte, két kerek féltoronnyal, amelyek között a várkapu nyílt. A vár külső védőgyűrűjét valószínűleg a 16. század első felében építették. A belső vár meglehetősen hasonlított Budačak várához (amely J. A. Schillinger 18. századi végi rajzán látható), a négyzet alakú palotának támaszkodó kör alakú védőtoronnyal.
Schilinger császári hadmérnök 1746-ban ugyan megrajzolta Budački és Ladvenjak várának romos falait, de Velemerics várát már nem ábrázolta, valószínűleg azért, mert akkor már csak egy kis rom volt. Ezak alapján valószínű, hogy a 17. század végén Velemerics vára, miután a katonaság elhagyta romos lett és maradványait a környező települések lakossága házak és melléképületek építésére használta fel.